# Толенды
Толенды (каз. Төленді) — упразднённое село в Аягозском районе Восточно-Казахстанской области Казахстана. Входило в состав Нарынского сельского округа. Исключено из учётных данных в 2017 г. Код КАТО — 633473500.

## Население
В 1999 году население села составляло 92 человека (47 мужчин и 45 женщин). По данным переписи 2009 года, в селе проживал 61 человек (33 мужчины и 28 женщин).